# Marquis Estill
Marquis Daron Estill (Richmond, 15 settembre 1981) è un ex cestista e allenatore di pallacanestro statunitense.